# Picts Peak
Picts Peak är en bergstopp i Antarktis. Den ligger i Västantarktis. Argentina, Chile och Storbritannien gör anspråk på området. Toppen på Picts Peak är 434 meter över havet. Picts Peak ingår i Princess Royal Range.
Terrängen runt Picts Peak är huvudsakligen kuperad, men västerut är den bergig. Havet är nära Picts Peak åt nordost. Trakten är glest befolkad. Närmaste befolkade plats är Rothera Research Station, 18,9 kilometer söder om Picts Peak. 